# 索洛島

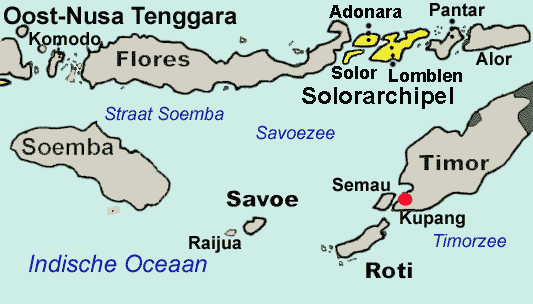
索洛群島

索洛島是印度尼西亞的小島，屬於小巽他群島中的索洛群島，位於弗洛勒斯島東端附近，面積222平方公里，長40公里、寬6公里的小島上有至少5座火山。

## 外部連結
- Portuguese and Dutch in Timor and Solor （页面存档备份，存于）
- The Remains of the Portuguese Fort of Solor

8°29′18″S 122°58′26″E / 8.48833°S 122.97389°E